# Europavejsrute
En europavejsrute eller europarute (tidligere europavej) er en hovedfærdselsåre i henhold til europæisk overenskomst under FNs økonomiske kommission for Europa (UNECE).
Vejene skiltes med grønne tavler med hvid tekst.
Der findes europavejsruter i næsten hele Europa, og vejene forbinder landene på kryds og tværs. 
Danmark har 5 europavejsruter:
- : Esbjerg – Kolding – Odense – København
- E39 : Nørresundby – Hirtshals
- : Frederikshavn – Aalborg – Aarhus – Kolding – Padborg
- : Helsingør – København – Køge – Rødbyhavn
- : Helsingør – København – Køge – Gedser

Nord-sydgående europavejsruter har ulige endetal, mens øst-vestgående europavejsruter har lige endetal. Generelt nummereres vejene med laveste nummer i nord for de øst-vestgående veje og med laveste nummer i vest for de nord-sydgående veje. 
E10 er således i Norge, mens E90 snor sig gennem Sicilien. Ligeledes E5, der går igennem Madrid, mens E95 snor sig forbi Sankt Petersborg.
Der dog efterhånden mange undtagelser.

## Nord-sydgående referencevejsruter
- E4 – Helsingborg – Jönköping – Linköping – Norrköping – Södertälje – Stockholm – Uppsala – Sundsvall – Örnsköldsvik – Umeå – Luleå – Haparanda – Torneå (E4 er faktisk en del af E55 der har beholdt sit nummer fra før 1992. Denne undtagelse skyldes, at Sverige ikke ville bære de store omkostninger i sammenhæng med at omnummerere vejen.)
- E5 – Greenock – Glasgow – Preston – Birmingham – Southampton … Le Havre – Paris – Orléans – Bordeaux – San Sebastián – Madrid – Sevilla – Algeciras
- E15 – Inverness – Perth – Edinburgh – Newcastle – London – Folkestone – Dover … Calais – Paris – Lyon – Orange – Narbonne – Girona – Barcelona – Tarragona – Castellón de la Plana – Valencia – Alicante – Murcia – Almería – Málaga – Algeciras

- E25 – Hoek van Holland – Rotterdam – Eindhoven – Maastricht – Liège – Bastogne – Arlon – Luxemborg – Metz – Saint-Avold – Strasbourg – Mulhouse – Basel – Olten – Bern – Lausanne – Genève – Mont Blanc – Aosta – Ivrea – Vercelli – Alessandria – Genova … Bastia – Porto-Vecchio – Bonifacio … Porto Torres – Sassari – Cagliari … Palermo
- E35 – Amsterdam – Utrecht – Arnhem – Emmerich – Oberhausen – Köln – Frankfurt am Main – Heidelberg – Karlsruhe – Offenburg – Basel – Olten – Luzern – Altdorf – Gotthardtunnelen – Bellinzona – Lugano – Chiasso – Como – Milano – Piacenza – Parma – Modena – Firenze – Rom
- E45 – Göteborg … Frederikshavn – Aalborg – Århus – Vejle – Kolding – Frøslev – Flensborg – Hamburg – Hannover – Göttingen – Kassel – Fulda – Würzburg – Nürnberg – München – Rosenheim – Wörgl – Innsbruck – Brenner – Fortezza – Bolzano – Trento – Verona – Modena – Bologna – Cesena – Perugia – Fiano – Napoli – Salerno – Sicignano – Cosenza – Villa San Giovanni … Messina – Catania – Syrakus – Gela
- E55 – Helsingborg … Helsingør – København – Køge – Vordingborg – Farø – Nykøbing Falster – Gedser … Rostock – Berlin – Lübbenau – Dresden – Teplice – Prag – Tábor – Linz – Salzburg – Villach – Tarvisio – Udine – Palmanova – Mestre – Ravenna – Cesena – Rimini – Fano – Ancona – Pescara – Canosa – Bari – Brindisi … Igoumenitsa – Preveza – Rhion – Patras – Pyrgos – Kalamata (Se også E04)

- E65 – Malmö – Ystad … Świnoujście – Wollin – Goleniów – Szczecin – Gorzów Wielkopolski – Świebodzin – Zielona Góra – Legnica – Jelenia Góra – Harrachov – Železný Brod – Turnov – Mladá Boleslav – Prag – Jihlava – Brno – Bratislava – Rajka – Csorna – Szombathely – Zalaegerszeg – Nagykanizsa – Letenye – Zagreb – Karlovac – Rijeka – Split – Dubrovnik – Petrovac – Podgorica – Bijelo Polje – Skopje – Kicevo – Ohrid- Bitola – Niki – Vevi – Kozani – Larissa – Domokos – Lamia – Brallos – Itea – Antirrhion … Rhion – Egion – Korinth – Tripoli – Kalamata … Kissamos – Chaniá
- E75 – Vardø – Vadsø – Varangerbotn – Utsjoki – Inari – Ivalo – Sodankylä – Rovaniemi – Kemi – Oulu – Jyväskylä – Heinola – Lahti – Helsinki … Gdańsk – Świecie – Łódź – Piotrków Trybunalski – Katowice – Žilina – Bratislava – Győr – Budapest – Szeged – Beograd – Niš – Kumanovo – Skopje – Thessaloniki – Larisa – Lamia – Athen … Chaniá – Heraklion – Agios Nikolaos – Sitia
- E85 – Klaipėda – Kaunas – Vilnius – Lida – Slonim – Kobrin – Dubno – Ternopil — Tjernivtsi — Siret – Suceava – Roman – Urziceni – Bukarest – Giurgiu – Ruse – Byala – Veliko Tarnovo – Stara Zagora – Haskovo – Svilengrad – Ormenio – Kastanies – Didymoteicho – Alexandroupolis
- E95 – Sankt Petersborg – Pskov – Homel – Kyiv – Odessa … Samsun – Merzifon
- E105 – Kirkenes – Murmansk – Petrozavodsk – Sankt Petersborg – Moskva – Orel – Kharkiv – Simferopol – Alusjta – Jalta
- E115 – Jaroslavl – Moskva – Voronez – Novorossijsk
- E125 – Petropavl – Astana – Karagandy – Balkhash – Burubaytal – Almaty – Bishkek – Naryn – Torugart

## Vest-østgående referencevejsruter
- E10 – Å – Svolvær … Melbu – Sortland – Lødingen – Evenes – Narvik – Kiruna – Töre – Luleå
- E20 – Shannon – Limerick – Dublin … Liverpool – Manchester – Kingston upon Hull … Esbjerg – Odense – København – Malmö – Helsingborg – Halmstad – Göteborg – Örebro – Stockholm … Tallinn – Narva – Sankt Petersborg
- E30 – Cork – Waterford – Wexford – Rosslare … Fishguard – Swansea – Cardiff – Newport – Bristol – London – Colchester – Ipswich – Felixstowe … Hoek van Holland – Den Haag – Gouda – Utrecht – Amersfoort – Oldenzaal – Osnabrück – Bad Oeynhausen – Hannover – Braunschweig – Magdeburg – Berlin – Świebodzin – Poznań – Warszawa – Brest – Minsk – Smolensk – Moskva – Ryazan – Penza – Samara – Ufa – Chelyabinsk – Kurgan – Ishim – Omsk
- E40 – Calais – Oostende – Brugge – Gent – Bruxelles – Liège – Aachen – Köln – Olpe – Wetzlar – Bad Hersfeld – – Eisenach – Erfurt – Gera – Chemnitz – Dresden – Görlitz – Legnica – Wrocław – Opole – Gliwice – Kraków – Przemyśl – Lviv – Rivne – Zjytomyr – Kyiv – Kharkiv – Luhansk – Volgograd – Astrakhan – Atyrau – Beineu – Kungrad – Nukus – Daşoguz – Buchara – Navoi – Samarkand – Jizzakh – Tashkent – Shymkent – Zhambyl – Bishkek – Almaty – Sary-Ozek – Taldykorgan – Ucharal – Taskesken – Ayaguz – Georgiyevska – Öskemen – Ridder
- E50 – Brest – Rennes – Le Mans – Paris – Reims – Metz – Saarbrücken – Mannheim – Heilbronn – Nürnberg – Rozvadov – Plzeň – Prag – Jíhlava – Brno – Trenčín – Prešov – Vyšné Nemecké – Uzjhorod – Mukatjevo – Stryj – Ternopil – Khmelnytskyj – Vínnitsja – Uman – Kropyvnytskyj – Dnipro – Donetsk – Rostov ved Don – Armavir – Mineralnye Vody – Makhatjkala
- E60 – Brest – Lorient – Vannes – Nantes – Angers – Tours – Orléans – Montargis – Auxerre – Beaune – Dole – Besançon – Belfort – Mulhouse – Basel – Zürich – Winterthur – St. Gallen – St. Margrethen – Bregenz – Feldkirch – Landeck – Telfs – Innsbruck – Lauterach – Feldkirch – Imst – Innsbruck – Wörgl – Rosenheim – Bad Reichenhall – Salzburg – Sattledt – Linz – Sankt Pölten – Wien – Nickelsdorf – Mosonmagyaróvár – Budapest – Szolnok – Püspökladány – Oradea – Cluj-Napoca – Turda – Târgu Mureş – Braşov – Ploieşti – Bukarest – Urziceni – Slobozia – Hârşova – Constanţa … Poti – Samtredia – Khashuri – Tbilisi – Ganca – Evlak – Baku … Turkmenbashi – Gyzylarbat – Ashgabat – Tedjen – Mary – Chardzhu – Alat – Buchara – Karshi – Guzai – Sherobod – Termis – Dusjanbe – Jirgatal – Sary Tash – Irkeshtam
- E70 – A Coruña – Bilbao – San Sebastián – Bordeaux – Clermont-Ferrand – Lyon – Chambéry – Susa – Turin – Alessandria – Tortona – Brescia – Verona – Mestre – Palmanova – Trieste – Postojna – Ljubljana – Zagreb – Slavonski Brod – Beograd – Vršac – Timişoara – Drobeta-Turnu Severin – Craiova – Alexandria – Bukarest – Giurgiu – Ruse – Razgrad – Shoumen – Varna … Samsun – Ordu – Giresun – Trabzon – Batumi – Poti
- E80 – Lissabon – San Sebastián – Toulouse – Nice – Genova – Rom – Pescara … Dubrovnik – Priština – Sofia – Istanbul – İzmit – Gerede – Amasya – Erzurum – Gürbulak – Den Islamiske Republik Iran
- E90 – Lissabon – Madrid – Barcelona … Mazara del Vallo – Palermo – Buonfornello – Messina … Reggio di Calabria – Metaponto – Taranto – Brindisi … Igoumenitsa – Ioannina – Thessaloniki – Alexandroupolis – Gelibolu … Lapseki – Bursa – Ankara – Adana – Nusaybin – Habur – Iraq

## Nord-sydgående intermediærvejsruter
- E1 – Larne – Belfast – Dublin – Rosslare … A Coruña – Pontevedra – Valença do Minho … Vila Real de Santo António – Huelva – Sevilla
- E3 – Cherbourg-Octeville – La Rochelle
- E6 – Trelleborg – Malmö – Helsingborg – Halmstad – Göteborg – Oslo – Hamar – Lillehammer – Dombås – Trondheim – Stjørdal – Steinkjer – Mosjøen – Mo i Rana – Rognan – Fauske … Ballangen – Narvik – Setermoen – Alta – Olderfjord – Lakselv – Karasjok – Varangerbotn – Kirkenes (Helsingborg – Olderfjord delen af E6 er en del af E47 med sit før-1992 nummer)
- E7 – Pau – Jaca – Zaragoza
- E9 – Orléans – Toulouse – Barcelona
- E11 – Vierzon – Montluçon – Clermont-Ferrand – Montpellier
- E13 – Doncaster – Sheffield – Nottingham – Leicester – Northampton – London
- E17 – Antwerpen – Beaune
- E19 – Amsterdam – Bruxelles – Paris
- E21 – Metz – Genève
- E23 – Metz – Lausanne
- E27 – Belfort – Bern – Martigny – Aosta
- E29 – Köln – Sarreguemines – E25 (mod Strasbourg)
- E31 – Rotterdam – Nijmegen – Köln – Koblenz – Ludwigshafen – Hockenheim
- E33 – Parma – La Spezia
- E37 – Bremen – Köln
- E39 – Trondheim – Orkanger – Vinjeøra – Halsa – Straumsnes – KRIFAST – Batnfjordsøra – Molde … Vestnes – Skodje – Ålesund – Volda – Nordfjordeid … Sandane – Førde – Lavik … Instefjord – Knarvik – Bergen – Os – Stord – Sveio – Aksdal – Bokn … Rennesøy – Randaberg – Stavanger – Sandnes – Helleland – Flekkefjord – Lyngdal – Mandal – Kristiansand … Hirtshals – Hjørring – Nørresundby – Ålborg
- E41 – Dortmund – Wetzlar – Aschaffenburg – Würzburg – Stuttgart – Schaffhausen – Winterthur – Zürich – Altdorf

- E43 – Würzburg – Ulm – Lindau – Bregenz – St. Margrethen – Buchs – Chur – San Bernardino – Bellinzona
- E47 – Helsingborg … Helsingør – København – Køge – Vordingborg – Farø – Maribo – Rødbyhavn … Puttgarden – Oldenburg – Lübeck (Se også E06)
- E49 – Magdeburg – Halle – Plauen – Schönberg – Vojtanov – Karlovy Vary – Plzeň – České Budějovice – Halámky – Wien
- E51 – Berlin – Leipzig – Gera – Hirschberg – Hof – Bayreuth – Nürnberg
- E53 – Plzeň – Bayerisch Eisenstein – Deggendorf – München
- E57 – Sattledt – Liezen – St. Michael – Graz – Maribor – Ljubljana
- E59 – Prag – Jihlava – Wien – Graz – Spielfeld – Maribor – Zagreb
- E61 – Villach – Karawankentunnel – Naklo – Ljubljana – Trieste – Rijeka
- E63 – Sodankylä – Kemijärvi – Kuusamo – Kajaani – Iisalmi – Kuopio – Jyväskylä – Tampere – Turku
- E67 – Helsinki … Tallinn – Riga – Kaunas – Warszawa – Piotrków Trybunalski – Wrocław – Klodzko – Kudowa-Zdrój – Náchod – Hradec Králové – Prag
- E69 – Nordkap – Olderfjord
- E71 – Košice – Miskolc – Budapest – Balatonaliga – Nagykanizsa – Zagreb – Karlovac – Knin – Split
- E73 – Budapest – Szekszárd – Mohács – Osijek – Đakovo – Šamac – Zenica – Mostar – Metković
- E77 – Pskov – Riga – Siauliai – Tolpaki – Kaliningrad … Gdańsk – Elbląg – Warszawa – Radom – Kraków – Trstená – Ruzomberok – Zvolen – Budapest
- E79 – Miskolc – Debrecen – Püspökladány – Oradea – Beiuş – Deva – Petroşani – Târgu Jiu – Craiova – Calafat … Vidin – Vraca – Botevgrad – Sofia – Blagoevgrad – Serres – Thessaloniki
- E81 – Mukacevo – Halmeu – Satu Mare – Zalău – Cluj-Napoca – Turda – Sebeş – Sibiu – Piteşti – Bukarest
- E83 – Byala – Pleven – Jablanica – Botevgrad – Sofia
- E87 – Odessa – Izmail – Reni – Galaţi – Tulcea – Constanţa – Varna – Burgas – Tarnovo – Dereköy – Kırklareli – Babaeski – Havsa – Keşan – Gelibolu – Ayvalık – İzmir – Selçuk – Aydın – Denizli – Acıpayam – Korkuteli – Antalya
- E89 – Gerede – Kızılcahamam – Ankara
- E91 – Toprakkale – İskenderun – Antakya – Yayladağ – Syrian Arab Republic
- E97 – Kherson – Djankoy – Novorossijsk – Sochi – Sukhumi – Poti
- E97 tidligere Rostov ved Don – Aşkale?
- E99 (eksisterer ikke længere) – Doğubeyazıt – Muradiye – Bitlis – Diyarbakır – Şanlıurfa
- E101 – Moskva – Kaluga – Brjansk – Hlukhiv – Kyiv
- E117 – Mineralnye Vody – Naltjik – Vladikavkaz – Tbilisi – Jerevan – Goris – Megri
- E119 – Moskva – Tambov – Povorino – Volgograd – Astrakhan – Makhatjkala – Kuba – Baku – Alyat – Astara
- E121 – Samara – Uralsk – Atyrau – Beineu – Shetpe – Jetybai – Fetisovo – Bekdash – Turkmenbasji – Gyzylarbat – grænsen til Iran
- E123 – Tjeljabinsk – Kostanai – Esil – Derjavinsk – Arkalyk – Zjezkazgan – Kyzylorda – Sjymkent – Tasjkent – Ayni – Dusjanbe – Nijniy Panj
- E127 – Omsk – Pavlodar – Semej – Georgijevka – Maikapsjagai

## Vest-østgående intermediærvejsruter
- E8 – Tromsø – Nordkjosbotn – Skibotn – Kilpisjärvi – Kolari – Tornio – Kemi – Oulu – Kokkola – Vaasa – Pori – Turku
- E12 – Mo i Rana – Umeå … Vaasa – Tampere – Hämeenlinna – Helsinki
- E14 – Trondheim – Östersund – Sundsvall
- E16 – Londonderry – Belfast … Glasgow – Edinburgh … Bergen – Arna – Voss … Lærdal – Tyin – Fagernes – Hønefoss – Sandvika – Oslo
- E18 – Craigavon – Belfast – Larne … Stranraer – Gretna – Carlisle – Newcastle … Kristiansand – Arendal – Porsgrunn – Larvik – Sandefjord – Horten – Drammen – Oslo – Askim – Karlstad – Örebro – Västerås – Stockholm/Kapellskär … Mariehamn … Turku/Naantali – Helsinki – Kotka – Vaalimaa – Vyborg – Sankt Petersborg
- E22 Holyhead – Chester – Warrington – Manchester – Leeds – Doncaster – Immingham … Amsterdam – Groningen – Bremen – Hamburg – Lübeck – Rostock – Sassnitz … Trelleborg – Malmö – Kalmar – Norrköping … Ventspils – Riga – Rezekne – Velikie Luki – Moskva – Vladimir – Nizjnij Novgorod
- E24 – Birmingham – Cambridge – Ipswich
- E26 – Hamburg – Berlin
- E28 – Berlin – Szczecin – Goleniów – Koszalin – Gdańsk – Kaliningrad – Tolpaki – Nesterov – Marijampolė – Vilnius – Minsk
- E32 – Colchester – Harwich
- E34 – Zeebrugge – Antwerpen – Eindhoven – Venlo – Oberhausen – Dortmund – Bad Oeynhausen
- E36 – Berlin – Lübbenau – Cottbus – Legnica
- E42 – Dunkerque – Lille – Mons – Charleroi – Namur – Liège – Sankt Vith – Wittlich – Bingen – Wiesbaden – Frankfurt am Main – Aschaffenburg
- E44 – Le Havre – Amiens – Charleville-Mézières – Luxembourg – Trier – Koblenz – Wetzlar – Gießen
- E46 – Cherbourg-Octeville – Caen – Rouen – Reims – Charleville-Mézières – Liège
- E48 – Schweinfurt – Bayreuth – Marktredwitz – Cheb – Karlovy Vary – Prag
- E52 – Strasbourg – Appenweier – Karlsruhe – Stuttgart – Ulm – München – Salzburg
- E54 – Paris – Chaumont (Haute-Marne) – Mulhouse – Basel – Waldshut – Lindau – München
- E56 – Nürnberg – Regensburg – Passau – Wels – Sattledt
- E58 – Wien – Bratislava – Zvolen – Košice – Uzhgorod – Mukacevo – Halmeu – Suceava – Iaşi – Leucheni – Chişinău – Odessa – Mykolajiv – Kherson – Melitopol – Taganrog – Rostov ved Donu
- E62 – Nantes – Poitiers – Mâcon – Genève – Lausanne – Martigny – Sion – Simplon – Gravellona Toce – Milano – Tortona – Genoa
- E64 – Torino – Milano – Brescia
- E66 – Fortezza – San Candido – Spittal an der Drau – Villach – Klagenfurt – Graz – Veszprém – Székesfehérvár
- E68 – Szeged – Arad – Deva – Sibiu – Braşov
- E72 – Bordeaux – Toulouse
- E74 – Nice – Cuneo – Asti – Alessandria
- E76 – Migliarino – Firenze
- E78 – Grosseto – Arezzo – Sansepolcro – Fano
- E82 – Porto – Villarreal – Bragança – Zamora – Tordesillas
- E84 – Keşan – Tekirdag – Silivri
- E86 – Kristalopigi – Florina – Vévi – Géfira
- E88 (nedlagt) – Ankara – Yozgat – Sivas – Refahiye
- E92 – Igoumenitsa – Ioannina – Trikala – Volos
- E94 – Korinth – Megara – Eleusis – Athen
- E96 (nedlagt) – İzmir – Usak – Afyon – Sivrihisar
- E98 – Topboğazi – Kirikhan – Reyhanli – Cilvegözü → Syrien